# Католицизм в Бутане
Римско-католическая церковь в Бутане является частью всемирной католической церкви под духовным руководством Папы и курии в Риме.

## История
В 1626 году несколько иезуитов выехали из Кочина с целью основать новую миссию в Тибете. Через некоторое время они прибыли в город Паро в современном Бутане. Два монашеских ордена — иезуиты (в 1963 году) и салезианцы (в 1965 году) были приглашены в Бутан для управления школами. Салезианцы были высланы из страны в феврале 1982 года по спорному обвинению в прозелитизме. В стране разрешили остаться только канадскому отцу-иезуиту Уильяму Маккею, который служил там католикам с 1963 года до своей смерти в 1995 году, но никого не обращал в христианство.

## XXI век

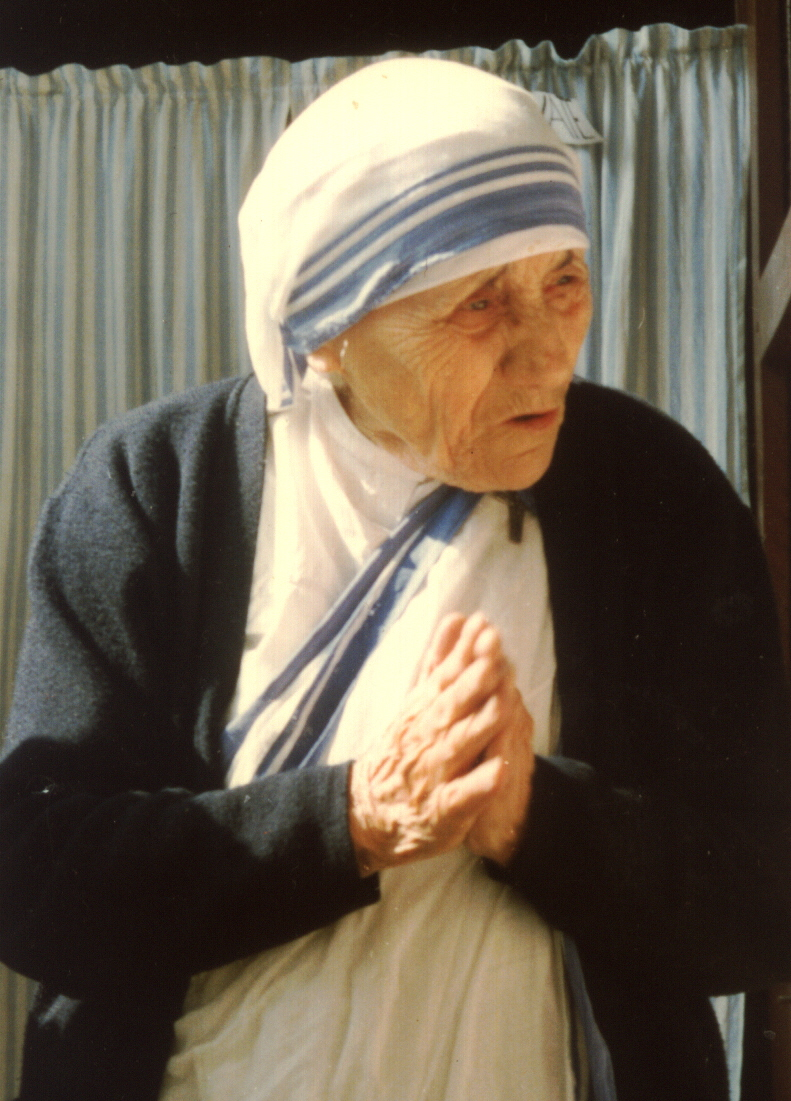
Мать Тереза уговорила Кинли Церинга стать первым бутанским католическим священником

Считается, что в стране около 200 католиков, и христиане всех конфессий подвергаются преследованиям. Официальной религией в стране является буддизм и католическим миссиям было отказано во въезде. 8 апреля 2001 года на Пасху бутанская полиция зашла в церковь, переписала имена верующих и после допроса пастора, угрожала ему лишением свободы. Христиане не могут занимать государственные посты, а священникам часто отказывают во въездных визах. Первый бутанский католический священник, иезуит Кинли Церинг (англ. Kinley Tshering), был рукоположен в 1986 году. Миссионеры сначала отговаривали его, но после встречи с матерью Терезой он решил стать католическим священником. Ему разрешают свободно передвигаться по Бутану и служить мессы под предлогом его дня рождения и 24 декабря. Считают, что он был первым в Бутане буддистом, обращённым в христианство. Бутан никогда не имел собственной католической епархии, но он принадлежит к епархии Дарджилинга. Католические группы помогали бутанским беженцам, изгнанным из страны в 1990 году.